# Pic Roxy Ann
Vous lisez un « bon article » labellisé en 2011.
Le pic Roxy Ann, Roxy Ann Peak en anglais, est une montagne s'élevant à 1 089 mètres d'altitude dans la chaîne des Cascades, à l'est de la ville de Medford, dans le Sud-Ouest de l'Oregon aux États-Unis. Son origine pourrait être volcanique et il pourrait dater de 30 millions d'années. Son nom lui vient de Roxy Ann Bowen, l'épouse d'un des premiers colons à s'installer dans la région. Désormais protégé au sein d'un parc public, le pic abrite plusieurs sentiers de randonnée, bien que son accès le plus aisé soit par une route réglementée. Au sommet, la végétation est composée de résineux adaptés au climat méditerranéen de la région.

## Toponymie
La montagne est appelée pendant plusieurs siècles Al-wiya par les Amérindiens Takelma. Des habitants de la vallée du Rogue prétendent que le sommet portait autrefois le nom de Skinner Butte ou Skinner's Butte (butte Skinner ou butte de Skinner),. Ce nom est attribué à Alonzo A. Skinner (1814–1877), un juge de l'Ohio qui a travaillé en tant qu'agent aux affaires amérindiennes dans les années 1850.
Le nom officiel actuel provient des premiers colons du comté de Jackson. En 1853, pratiquement toute la montagne est revendiquée par deux couples : Stephan et Mary A. Taylor ainsi que John et Roxy Ann Bowen. Ces derniers conservent la propriété de leurs terres pendant 70 ans et, avec le temps, la montagne devient connue sous le nom de pic Roxy Ann.

## Géographie

### Situation
Le pic Roxy Ann est situé aux États-Unis, dans le comté de Jackson au Sud-Ouest de l'État de l'Oregon, à 40 kilomètres de la limite avec la Californie. Il se trouve à 350 kilomètres au sud de Portland et 400 kilomètres au nord-nord-ouest de Sacramento. Il s'élève à huit kilomètres à l'est-nord-est du centre-ville de Medford. Situé sur la marge occidentale de la chaîne des Cascades, dans la zone du mont McLoughlin, à 40 kilomètres à l'est-nord-est, l'aspect conique et l'altitude du sommet en font un point remarquable depuis Ashland à 18 kilomètres, voire depuis le col de Siskiyou Summit à 38 kilomètres, au sud-sud-est.

### Topographie

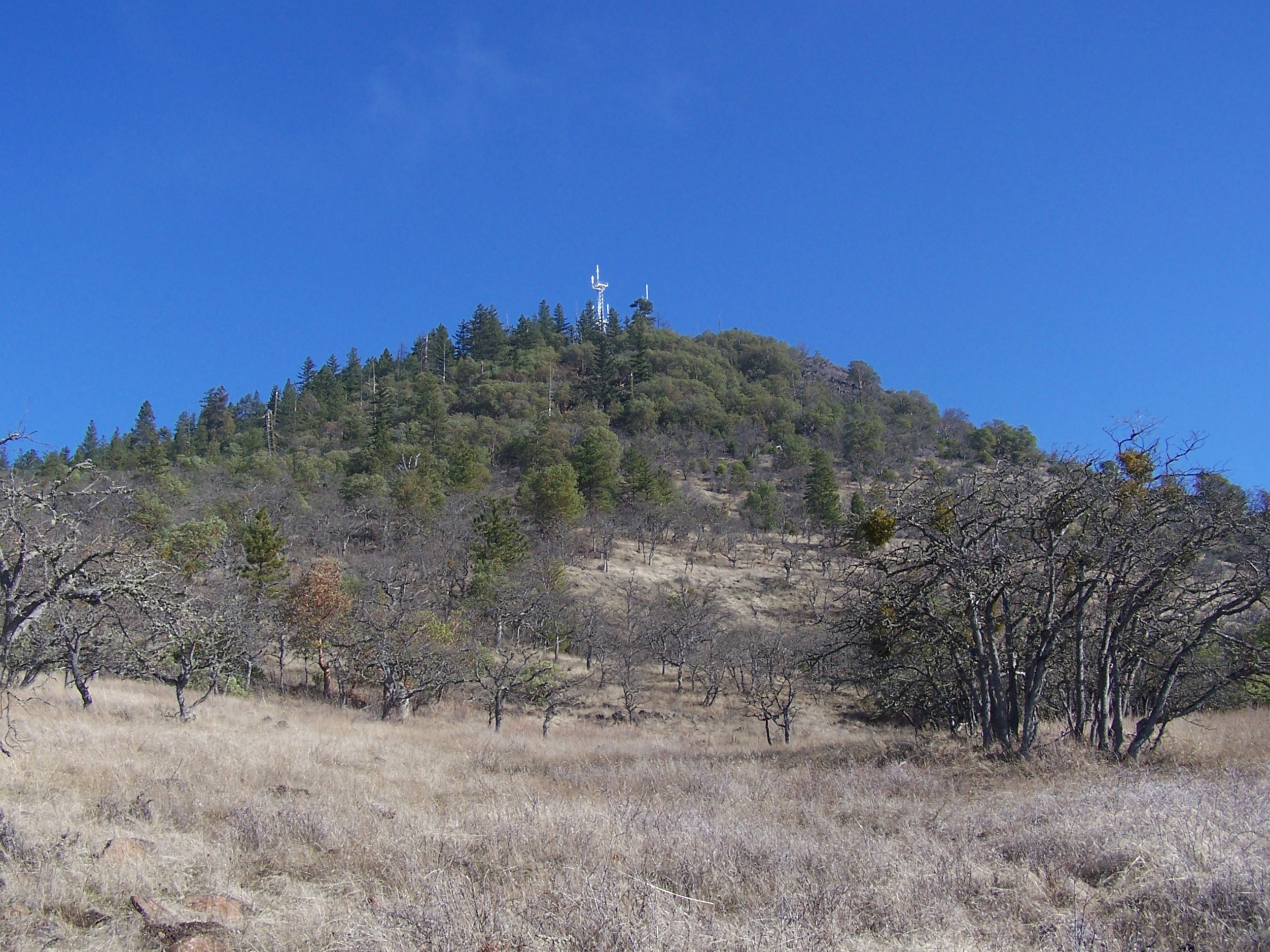
Vue du sommet coiffé par des antennes.

Le pic Roxy Ann a une forme conique avec un sommet plat. Il s'élève à 1 089 mètres d'altitude et sa hauteur de culminance est de 229 mètres. Une station de radiocommunications, entourée de rochers et surélevée, se trouve à l'extrémité nord-est de la cime. Depuis 2006, une antenne radioélectrique de 55 mètres de hauteur est destinée à remplacer trois des quatre tours qui coiffent le sommet. La vue est partiellement limitée au sud et à l'ouest par la végétation. Le réservoir Nelson se trouve au nord-ouest, sur les pentes de la montagne. Celle-ci appartient au bassin du fleuve Rogue.

### Géologie
L'origine géologique du pic Roxy Ann est incertaine. Il pourrait s'agir d'un volcan vieux de 30 millions d'années, mais également des restes de roches volcaniques d'un cône fortement érodé. Toutefois, des indices récents ont complètement remis en doute l'origine volcanique de la montagne, suggérant qu'il puisse s'agir d'une intrusion. Quoi qu'il en soit, le pic Roxy Ann s'élève au-dessus de roches granitiques et basaltiques. Les séismes et les glissements de terrain ont érodé une grande partie du sommet et des piémonts, donnant à la montagne sa forme caractéristique. Les sols du pic Roxy Ann sont généralement constitués d'argile dense et collante, qui peuvent causer des problèmes lors de la construction de bâtiments.

### Climat
La vallée du Rogue se trouve dans une zone d'ombre pluviométrique entre les monts Siskiyou à l'ouest et les crêtes principales de la chaîne des Cascades à l'est. La région de Medford est donc plus sèche et ensoleillée que la vallée de la Willamette, par exemple, dans le Nord de l'Oregon. Elle bénéficie d'un climat méditerranéen, avec des températures supérieures aux latitudes équivalentes, tant en été où elles sont semblables à l'Est de l'État, qu'en hiver où elles avoisinent celles de la côte pacifique.
Il n'existe pas de station météorologique permettant d'enregistrer le climat du pic Roxy Ann. Toutefois, en raison de sa faible hauteur, il est assez similaire à celui de Medford. En hiver, un phénomène d'inversion de température se met en place, parfois pendant plusieurs semaines, et un épais brouillard apparaît sur la ville, en l'absence de vent, alors que les hauteurs peuvent être dégagées.
| Mois                                        | jan.       | fév.       | mars      | avril     | mai       | juin      | jui.      | août      | sep.      | oct.      | nov.       | déc.       | année      |
| ------------------------------------------- | ---------- | ---------- | --------- | --------- | --------- | --------- | --------- | --------- | --------- | --------- | ---------- | ---------- | ---------- |
| Température minimale moyenne (°C)           | −0,8       | 0,3        | 1,8       | 3,7       | 6,7       | 10,1      | 13        | 12,4      | 8,9       | 4,6       | 1,4        | −0,1       | 5,2        |
| Température moyenne (°C)                    | 3,5        | 6,1        | 8,3       | 10,9      | 14,8      | 18,6      | 22,7      | 22,2      | 18,7      | 12,7      | 6,6        | 3,6        | 12,4       |
| Température maximale moyenne (°C)           | 7,7        | 11,8       | 14,7      | 18,2      | 22,8      | 27,1      | 32,4      | 31,9      | 28,4      | 20,7      | 11,8       | 7,4        | 19,6       |
| Record de froid (°C) date du record         | −19,4 1930 | −14,4 1950 | −8,9 1956 | −6,1 1936 | −2,2 1954 | −0,6 1952 | 3,3 1962  | 3,9 1962  | −1,7 1950 | −7,8 1971 | −12,2 1978 | −21,1 1972 | −21,1 1972 |
| Record de chaleur (°C) date du record       | 21,7 1961  | 26,1 1992  | 30 1930   | 33,9 1987 | 39,4 1986 | 43,9 1992 | 46,1 1946 | 45,6 1981 | 43,3 1988 | 37,2 1980 | 26,7 1929  | 22,2 1962  | 46,1 1946  |
| Précipitations (mm)                         | 72,6       | 51,6       | 44,5      | 31,5      | 32        | 19,8      | 6,1       | 8,9       | 16,3      | 39,1      | 71,9       | 87,4       | 481,8      |
| dont neige (cm)                             | 7,6        | 2,8        | 1,8       | 0,5       | 0         | 0         | 0         | 0         | 0         | 0         | 1          | 3,6        | 17,5       |
| Record de pluie en 24 h (mm) date du record | 58,9 1958  | 47,5 1959  | 39,9 1940 | 24,9 1980 | 42,4 1956 | 40,9 1932 | 27,2 1966 | 29,2 1999 | 71,1 1977 | 66,3 1950 | 73,2 1953  | 83,8 1962  | 83,8 1962  |
| Nombre de jours avec précipitations         | 14         | 11         | 12        | 10        | 8         | 5         | 2         | 2         | 4         | 8         | 13         | 14         | 101        |

| Diagramme climatique                                  |             |             |             |           |              |           |             |             |             |             |             |
| J                                                     | F           | M           | A           | M         | J            | J         | A           | S           | O           | N           | D           |
| 7,7−0,872,6                                           | 11,80,351,6 | 14,71,844,5 | 18,23,731,5 | 22,86,732 | 27,110,119,8 | 32,4136,1 | 31,912,48,9 | 28,48,916,3 | 20,74,639,1 | 11,81,471,9 | 7,4−0,187,4 |
| Moyennes : • Temp. maxi et mini °C • Précipitation mm |             |             |             |           |              |           |             |             |             |             |             |

### Faune et flore

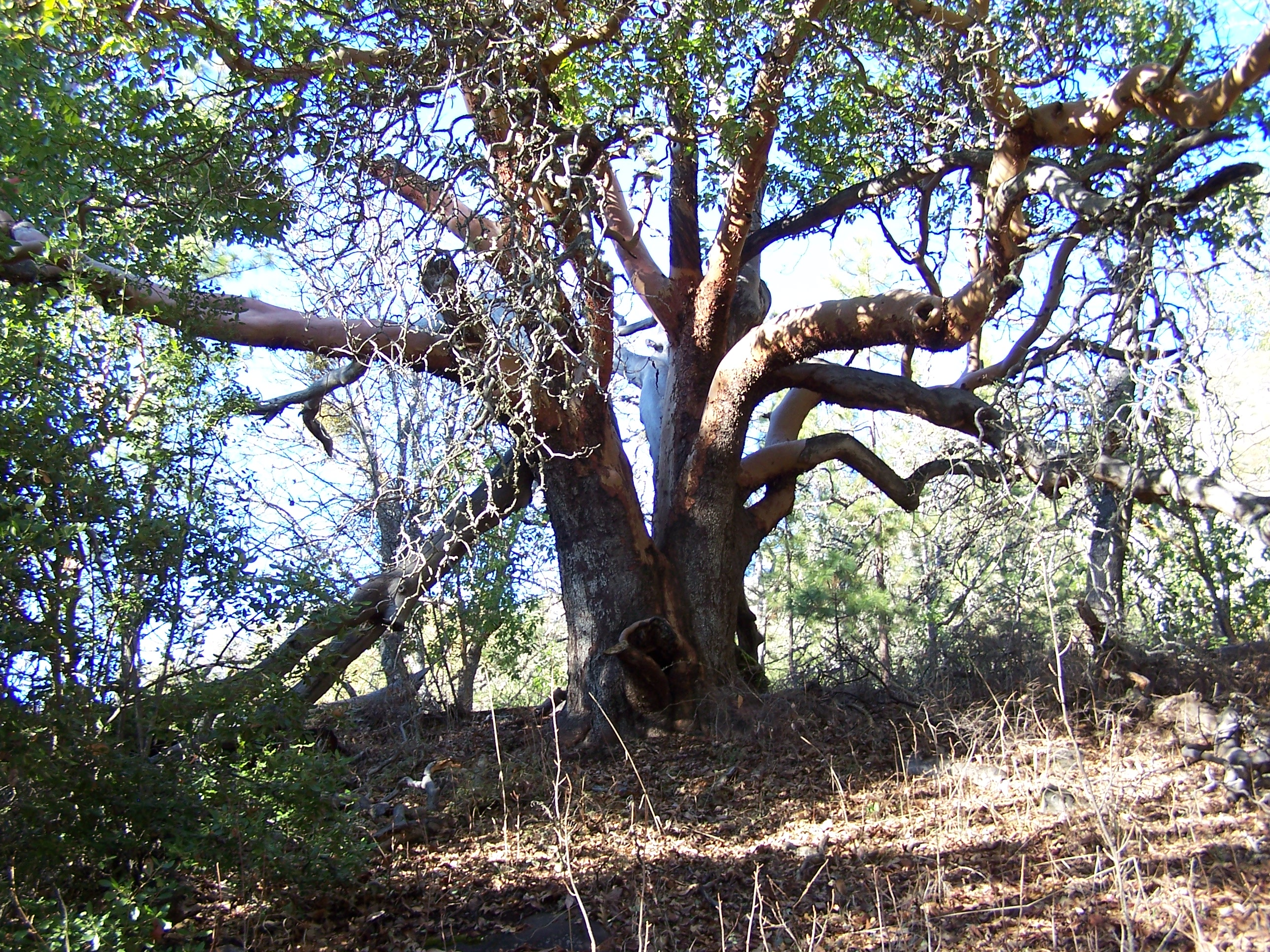
Photographie d'un vieux spécimen d'Arbousier américain dans le parc Prescott.

Sur les piémonts du pic Roxy Ann, la végétation de type savane arborée est principalement composée de graminées, d'arbrisseaux, du Chêne noir de Californie (Quercus kelloggii), de l'Arbousier américain (Arbutus menziesii) ainsi que du Sumac de l'Ouest (Toxicodendron diversilobum). La partie supérieure de la montagne abrite davantage de conifères et d'espèces à bois dur, comme le Pin d'Oregon (Pseudotsuga menziesii), le Pin ponderosa (Pinus ponderosa) et le Cèdre à essence (Calocedrus sp.),,.
La montagne est peuplée de nombreuses espèces d'oiseaux, notamment la caille, des picidés et des oriolidés. Des aigles, faucons, crécerelles et dindes ont également été aperçus. En hiver, elle abrite la paruline à croupion jaune, des roitelets et des passeridés,. Le cerf à queue noire de Colombie (Odocoileus hemionus columbianus), l'ours, le puma, le lynx roux ou encore le crotale vivent au pic Roxy Ann toute l'année.

## Histoire
Un des premiers usages du pic Roxy Ann a probablement été comme observatoire par les Amérindiens. En effet, la vue peut porter jusqu'au mont Shasta, à 160 kilomètres au sud. De plus, la montagne constitue un bon terrain de chasse pour le cerf à queue noire de Colombie et pour de petits oiseaux, qui demeurent encore abondants au XXIe siècle,.

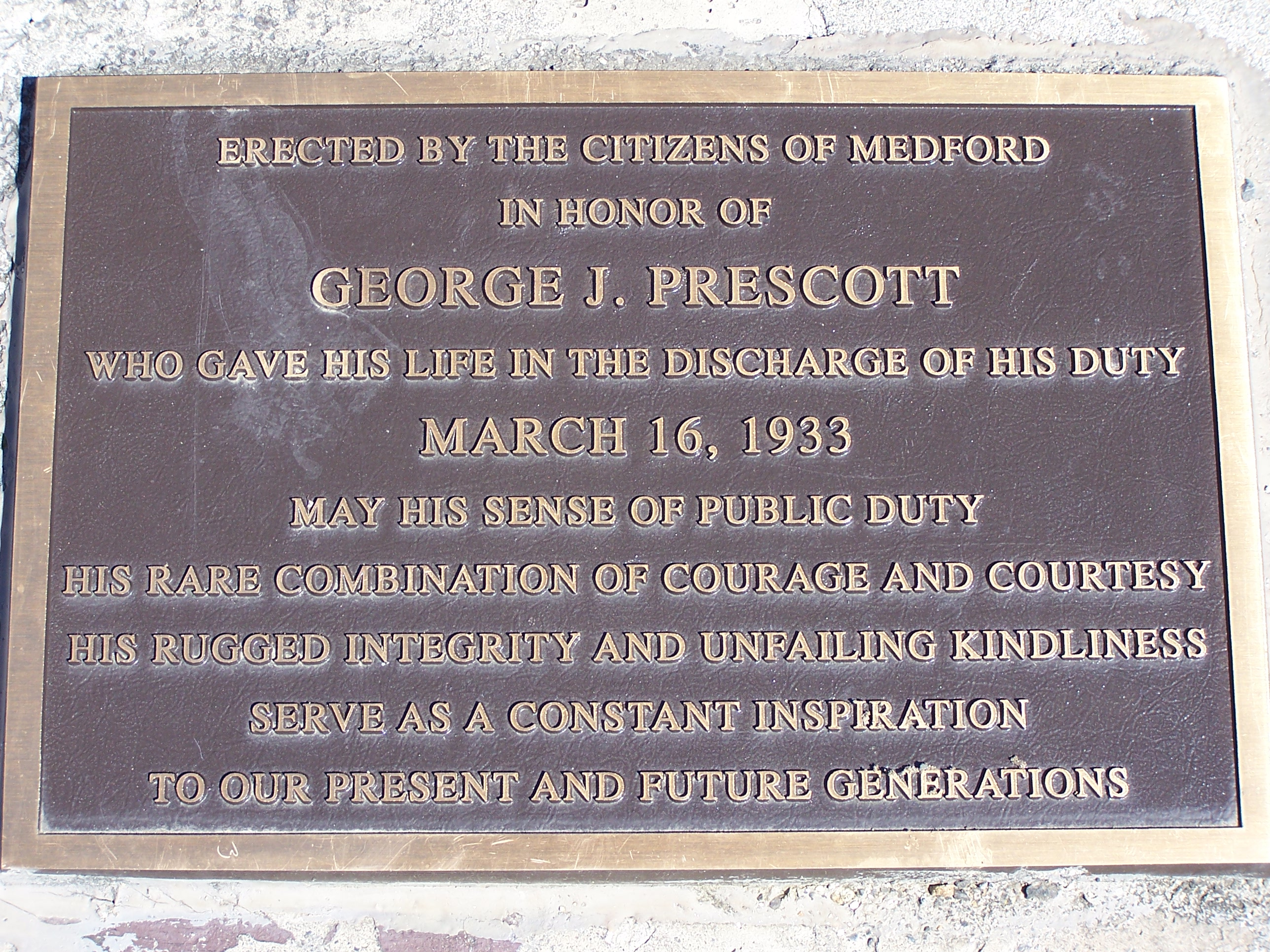
Plaque commémorative dans le parc Prescott.

Avec le temps, les habitants de Medford sont devenus attachés à la montagne, ce qui a mené la corporation municipale à inclure le sommet lors de la création de cette dernière le 24 février 1885 puis à sa protection au sein d'un parc public. Ainsi, en 1929, le Lion Club achète deux parcelles considérables sur la montagne et, l'année suivante, cède 80 hectares supplémentaires à la municipalité de Medford afin de constituer un parc. En 1931, la ville achète 610 hectares supplémentaires sur la base du Federal Lands for Parks Act et les ajoute à la parcelle précédente. Le parc est baptisé en 1937 d'après George J. Prescott, un policier tué en service le 16 mars 1933,.

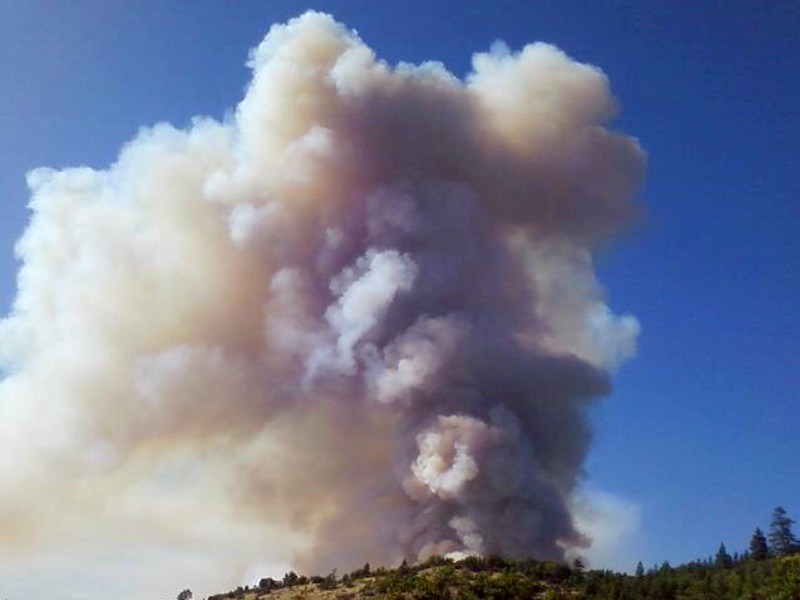
Vue du panache causé par l'incendie de Deer Ridge le 21 septembre 2009.

À la fin des années 1930, le Civilian Conservation Corps construit la première route vers le parc. Il trace également des sentiers, installe des aires de pique-nique et creuse des fossés pour le drainage,,.
Le 21 septembre 2009, vers 14 h 30 PDT, un incendie se déclare dans une prairie au pied du versant sud du pic Roxy Ann. Environ trente minutes plus tard, le feu coupe une ligne à haute tension alimentant sept postes électriques, ce qui prive 25 000 habitants d'électricité. À 17 h 15, une centaine de résidences a été évacuée près des foyers d'incendies, qui ont consumé près de 250 hectares,. Plus de 300 pompiers, qui étaient déjà mobilisés sur un précédent incendie dans les environs d'Ashland, arrivent en renfort,. La plupart des résidents évacués sont autorisés à regagner leur domicile à 21 h. Une vague de chaleur dans la région de Medford, avec notamment 36 °C ce jour-là, associée à une sécheresse et du vent, constituent l'un des facteurs principaux du déclenchement de l'incendie,,.

## Activités

### Ascension

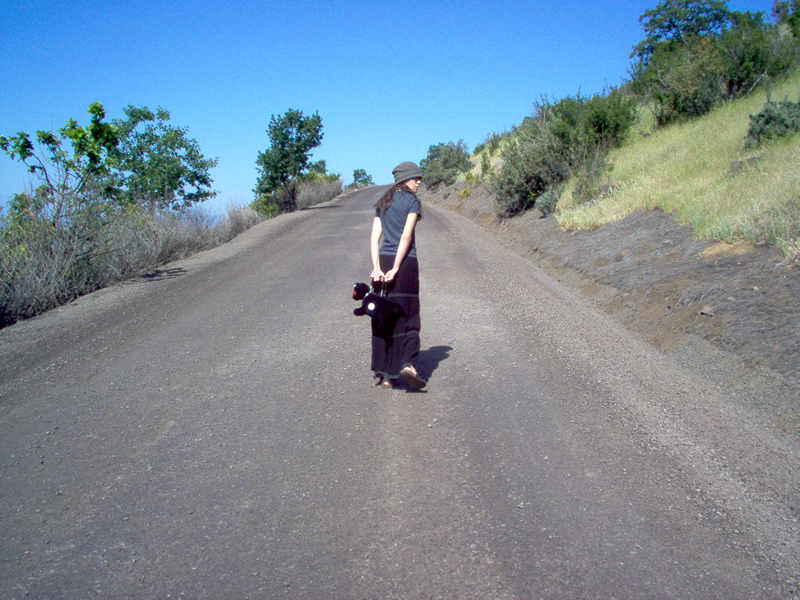
Vue de Roxy Ann Road.

L'accès au sommet du pic Roxy Ann est possible par la Roxy Ann Road. Elle commence au sud de la montagne vers 650 mètres d'altitude, en bifurquant depuis Hillcrest Road (littéralement la « route de la crête de la colline »). Une première barrière se situe à la sortie des zones résidentielles. La route grimpe en direction du nord-ouest jusqu'à 900 mètres d'altitude environ, à l'ouest du sommet. Elle se sépare alors en deux pour former une boucle de 3,9 kilomètres de long à l'intérieur du parc Prescott, autour du sommet. Une seconde barrière se situe au tout début de la branche septentrionale. Le but de ces installations est de restreindre l'accès aux véhicules motorisés,. La portion d'accès finale vers la cime, appelée Tower Road (la « route de la tour »), quitte la branche septentrionale de Roxy Ann Road vers 940 mètres d'altitude en s'orientant plein sud. La portion méridionale de la boucle, menant à une petite carrière, porte aussi le nom de Roundlay Road.
Il existe six sentiers de randonnée de part et d'autre des routes. Leur difficulté va de modérée à escarpée. Ils permettent de bénéficier d'intéressants points de vue sur la vallée du Rogue, le mont McLoughlin, le mont Thielsen ou encore le Crater Lake.

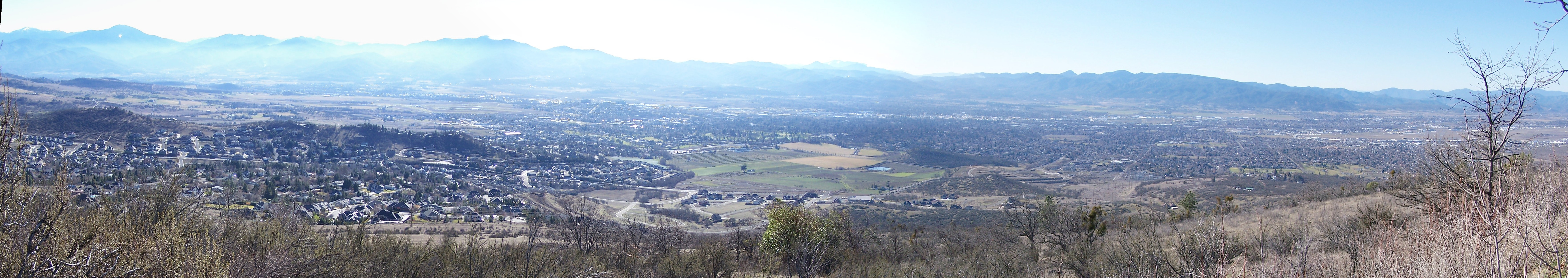
Vue panoramique du quart sud-ouest depuis le sommet, avec la ville de Medford.

### Protection environnementale
Le parc Prescott s'étend désormais sur 704 hectares sur une grande partie des pentes supérieures et autour de la cime, ce qui en fait le plus vaste de Medford. À la fin des années 1990, il fait face à des accès de vandalisme, de pollution par des détritus et de feux de forêt. Les patrouilles de police se multiplient alors sur la montagne, créant encore plus de tension au sein du département en raison de l'accès relativement difficile du parc. En 2000, la municipalité décide de mettre en place une barrière à l'entrée afin de limiter le trafic après certaines heures.

### Développement économique
Le piémont sud-ouest de la montagne abrite le cellier Roxy Ann, une cave de la région viticole de Rogue Valley ouverte en 2002. Sur le versant opposé se trouve le premier bioréacteur du Sud de l'Oregon fonctionnant à partir d'une décharge, celle de Dry Creek. Le programme a été lancé en 2006 afin de produire de l'électricité à partir du méthane.
Le développement résidentiel et commercial de la région s'est accru au cours des dernières années. Une partie du parc Prescott doit être réaménagée avec la construction de nouvelles maisons,. Les coûts de construction ont continué à augmenter, en partie à cause d'un projet de loi initié en 2003 prévoyant que les nouveaux bâtiments édifiés sur des terrains de 20 % d'inclinaison ou plus, avec des sols instables, subiraient une réglementation et un système d'approbation renforcés.
En 2006, les autorités du comté de Jackson annoncent un plan visant à déprotéger 567 hectares sur le versant sud-est de la montagne pour la construction d'une station touristique. L’Oregon Department of Fish and Wildlife s'y est finalement opposé.